# Warrior Kings
Warrior Kings è un videogioco di strategia in tempo reale, ambientato in un mondo medievale fantastico, sviluppato da Black Cactus e distribuito nel 2002.

## Modalità di gioco
C'è una campagna (varie missioni in sequenza con filmati fatti tramite il motore grafico del gioco) per il gioco in singolo; inoltre si hanno a disposizione mappe per il gioco in gruppo su LAN o su Internet.